# ジョエル・フリーランド
ジョエル・フリーランド（Joel Freeland）ことジョエル・ダニエル・フリーランド（Joel Daniel Freeland、1987年2月7日 - ）は、イギリスのプロバスケットボール選手。イングランドのサリー州ファーンハム出身。ポジションはパワーフォワード、センター。210cm、113kg。

## 来歴
2006年のNBAドラフトでポートランド・トレイルブレイザーズに指名されたが入団せずに、スペイン男子プロバスケットボールリーグ1部リーガACBのCBグラン・カナリアでプレーを続けた。2009年7月、CBマラガと複数年契約を結んだ。
2012年7月13日、ポートランド・トレイルブレイザーズと3年契約を結んだ。
2015年7月11日、PBC CSKAモスクワと契約した。